# Киктев, Максим Сергеевич
Максим Сергеевич Киктев (8 марта 1943, Куйбышев — 14 декабря 2005, Москва) — советский и российский арабист-литературовед. Кандидат филологических наук (1970), доцент (1976). Сын советского дипломата С. П. Киктева.

## Биография
В 1966 году окончил Институт восточных языков.
Стажировался в Каирском университете (1964—1966), Тунисском университете (1971).
С 1966 года — преподаватель Института стран Азии и Африки при МГУ им. М. В. Ломоносова.
Автор более 80 научных работ.